# 胡海嵐
胡 海嵐（こ かいらん、1973年 - ）は、中華人民共和国の女性神経科学者。浙江大学求是高等研究院教授。浙江大学神経科学中心執行主任。九三学社社員。

## 経歴
原籍は浙江省東陽県で、1973年に浙江省杭州市に生まれた。1991年に杭州市第二中学を卒業し、北京大学生物系に合格しました。2002年カリフォルニア大学バークレー校にて生物学博士の学位取得。2003年から2004年までバージニア大学の実験室で、2004年から2008年までコールド・スプリング・ハーバー研究所で博士研究員となった。
2008年12月に帰国し、中国科学院神経科学研究所の研究員を務めた。2015年5月に浙江大学へ転じて浙江大学医学院教授に就任。

## 受賞
- 2012年、国家傑出青年科学基金
- 2013年、明治生命科学傑出賞
- 2015年、中国青年女科学家賞
- 2016年、中国青年科技賞
- 2019年、何梁何利基金科学と技術進歩賞
- 2021年、ロレアル-ユネスコ女性科学賞[1]